# Degutis
Degutis ist ein litauischer männlicher Familienname, abgeleitet von dega (dt. „brennt“).

## Weibliche Formen
- Degutytė (ledig)
- Degutienė (verheiratet)

## Namensträger
- Arūnas Degutis (* 1958), Manager und Politiker, Mitglied des Europäischen Parlaments
- Ričardas Degutis (* 1966), Diplomat und Politiker, Vizeminister